# Blaichach
Blaichach – miejscowość i gmina w południowych Niemczech, w kraju związkowym Bawaria, w rejencji Szwabia, w regionie Allgäu, w powiecie Oberallgäu. Leży w Allgäu, około 5 km na północny zachód od Sonthofen, nad rzeką Iller, przy drodze B19 i linii kolejowej Oberstdorf–Ulm.

## Dzielnice
Gmina Blaichach składa się z 12 dzielnic: 

Altmummen, Bihlerdorf, Ettensberg, Gunzesried, Gunzesrieder Säge, Halden, Hofen, Kapf, Kühberg, Reute, Schwanden, Seifriedsberg, Tanne.

## Polityka
Wójtem gminy jest Otto Steiger (Parteifreie Wählerschaft/Freie Wählerschaft Bihlerdorf-Gunzesried), rada gminy składa się z 20 osób.
|      | CSU | SPD | Zieloni | Parteifreie Wählerschaft | Freie Wählerschaft Bihlerdorf-Gunzesried | Razem |
| 2008 | 6   | 4   | 2       | 5                        | 3                                        | 10    |
| 2002 | 6   | 5   | 1       | 5                        | 3                                        | 20    |

## Galeria

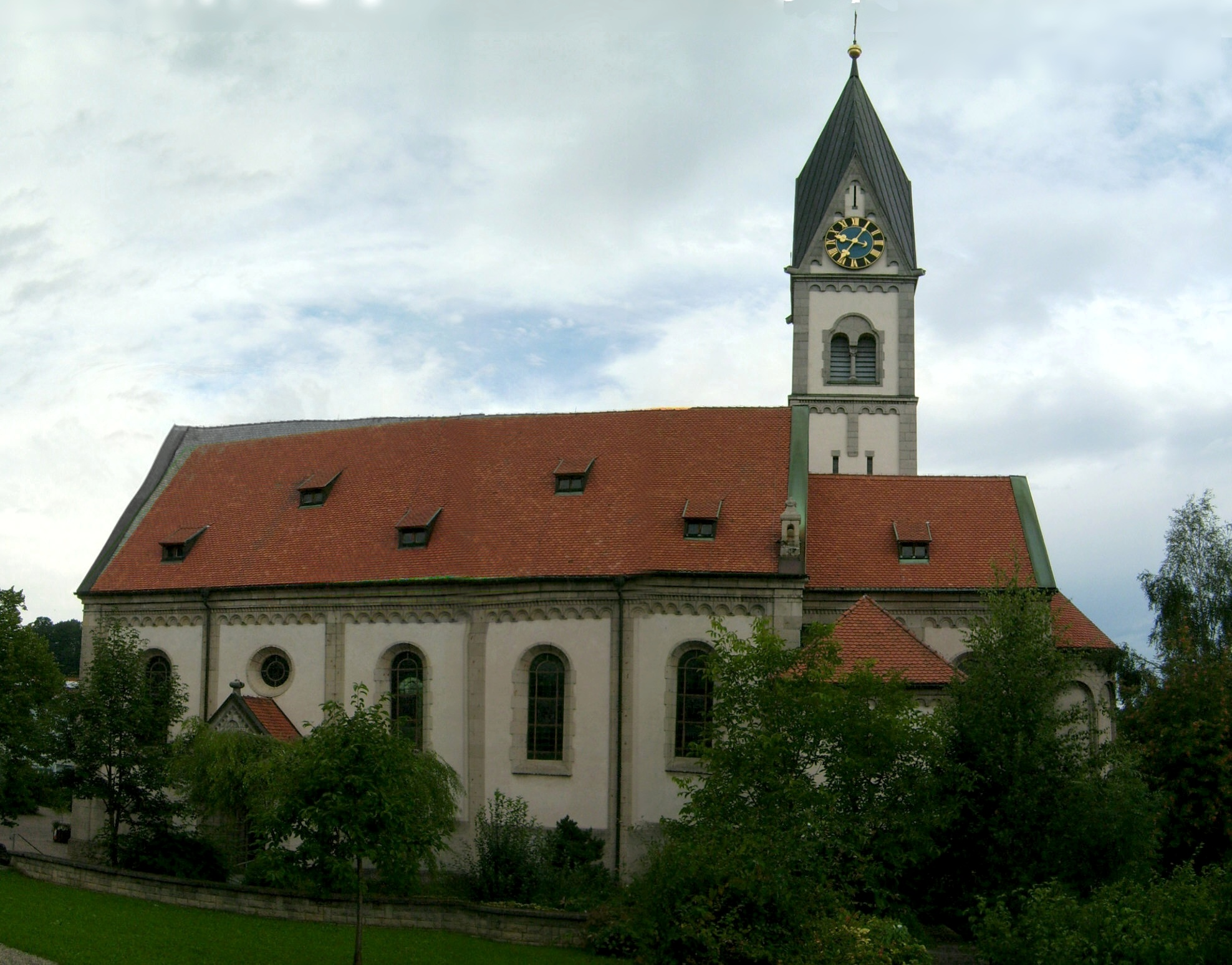
Kościół pw. św. Marcina (St. Martin)
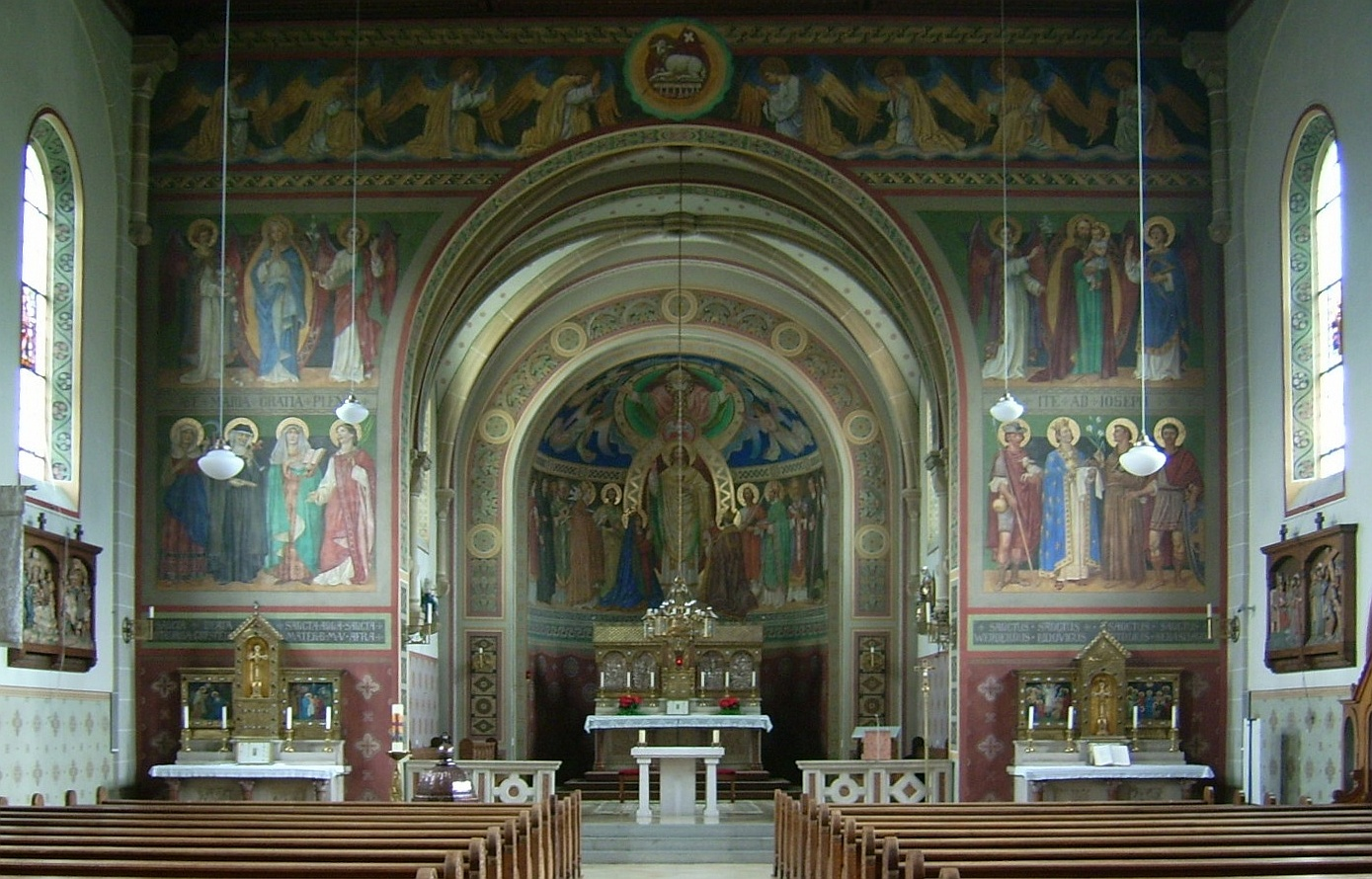
Wnętrze kościoła